# Українка (жіночий футбольний клуб)
ЖФК «Українка» — український жіночий футбольний клуб з Тернополя, заснований у 2014 році. За підсумками першого ж сезону здобув право на участь у змаганнях серед команд вищої ліги чемпіонату України.

## Колишні назви
- 2014—2016 — «Тернополянка»
- від 2016 — «Українка»[1]

## Історія клубу
Жіночу футбольну команду в Тернополі створено на базі громадської організації «Діти — фундація зірок світового футболу», метою якої було об'єднання навколо спорту дітей, що побували у важких життєвих ситуаціях (безпритульні, діти з малозабезпечених сімей та такі, що перебувають у групі ризику). У 2014 році директор громадського об'єднання Ярослав Нестерович отримав від Федерації футболу України пропозицію заявити команду на змагання першої ліги, що мали напівпрофесійний статус. Кістяк колективу, що отримав назву «Тернополянка», склали дівчата з Тернополя, проте були й футболістки, запрошені з Кременця, Бережан і Рівного. Справжнім лідером колективу стала 46-річна легенда українського жіночого футболу Тетяна Громовська, що приєдналася до клубу після відмови від участі у змаганнях вищої ліги «ЦПОР-Донеччанки».
Перший матч футболістки «Тернополянки» провели на виїзді в Івано-Франківську, де переграли своїх суперниць з «Освіти-ДЮСШ № 3» з рахунком 2:1. Домашні поєдинки команда проводила на стадіоні в гідропарку «Сопільче», а тренувалася на штучних полях, або ж на стадіоні в Кутківцях. Загалом, у першому ж сезоні тернополянкам майже без проблем вдалося виконати поставлене перед собою завдання та підвищитися у класі, увійшовши до когорти найсильніших жіночих клубів України.
З 2016 року клуб виступає під назвою «Українка».

## Досягнення
- Срібний призер першої ліги чемпіонату України (1): 2014

## Відомі футболістки
Повний список гравців «Українки», статті про яких містяться у Вікіпедії, дивіться тут.
- Тетяна Громовська
- Натія Панцулая